# Alan Furst
Alan Furst (ur. 20 lutego 1941 w Nowym Jorku) – amerykański autor historycznych powieści szpiegowskich. Furst został nazwany „dziedzicem tradycji Erica Amblera i Grahama Greene'a”, których przytacza razem z Josephem Rothem oraz Arthurem Koestlerem jako mających na niego największy wpływ. Od 1988 większość jego powieści dzieje się przed albo podczas II wojny światowej i bardzo udanie przywołują one ludzi oraz miejsca Europy Wschodniej z okresu od 1933 do 1944.

## Powieści
- Your Day in the Barrel (1976)
- The Paris Drop (1980)
- The Caribbean Account (1981)
- Shadow Trade (1983)

Cykl „Nocni żołnierze” (Night Soldiers)
- Night Soldiers (1988)
- Dark Star (1991)
- The Polish Officer (1995) – wyd. pol. Polski oficer, Bellona 2005, tłum. M. Antosiewicz
- The World at Night (1996)
- Red Gold (1999)
- Kingdom of Shadows (2000)
- Blood of Victory (2003)
- Dark Voyage (2004)
- The Foreign Correspondent (2006)
- The Spies of Warsaw (2008) – wyd. pol. Szpiedzy w Warszawie, Sonia Draga 2010, tłum. E. Penksyk-Kluczkowska
- Spies of the Balkans (2010) – wyd. pol. Szpiedzy na Bałkanach, Sonia Draga 2013, tłum. E. Penksyk-Kluczkowska
- Mission to Paris (2012)